# 古寺
古寺（こじ、ふるでら）とは、古びた寺院または、古くなって荒れ果てた寺院。古くから存在する由緒ある寺院などをいう。さらに、日本の地名に古寺（こでら、ふるでら、ふるてら）がある。
なお、「寺院」という語が広義では仏教以外の諸宗教における類似の施設をも指すのと同様に、「古寺」もそのような語義を持っている。他方、後述する古刹（こさつ）の場合は、道教寺院を例外として、そのような用法はほとんど見られない。

## 古びた寺
単に「古びた様子の寺院」を指すもので、歴史的価値を問題とはしない。

## 古くなり荒れ果てた寺
類義語として、廃止された寺を意味する廃寺（はいじ）があるが、古寺は、廃止されているか否かは問わず、廃寺も含め荒廃した寺院を刺す。歴史上にも、兵火を被るなどして失うもの多く、そのまま衰退の一途をたどって消えていった寺がある一方で、こうした古寺が有力な庇護者を新たに得ることで復興を果たした例も少なくない。
また、荒れ寺/荒寺（あれでら）も類義語であるが、人の手が入らず荒れ果てた状況にある寺のことであって、古いかどうかは問題としない。

## 歴史ある寺
古寺名刹（こじ めいさつ）という語があるように、古寺（歴史ある寺。有名かどうかは別義）と名刹（名高い寺。古いかどうかは本来は別義）は微妙に異なるものを指すが、歴史ある名刹は、古刹（こさつ）と呼ばれる。なお、「古寺」「名刹」「古刹」は中国語でも日本語と同様に用いられる。
日本では、例えば四国遍路などといった信仰心に基づく寺院（神仏習合の下では寺社）の巡礼は、古くから行われており、とりわけ泰平の世となった江戸時代には、よく整備された街道を礎として、流通や大衆文化の発達に伴って観光という別の動機を大いに交えながら空前の隆盛期を迎えたが、当時はとくに「古寺」を愛でたわけではなく、目的地である名刹の多くが歴史ある名刹──すなわち、古刹──であったということであって、古寺巡礼（こじ じゅんれい）という現代的感覚とは乖離している。その点で近代以降の巡礼はそれ以前の巡礼とは異なるところがあり、今も昔も信仰篤い人々がいることは確かであるが、「古寺巡礼」という信仰目的とは関係の無いフレーズが重用されることからも分かるように、観光色がいっそう強いものとなっている。さまざまな形態の古寺観光が「古寺巡礼」の名のもとで盛んに行われている現代では、古寺観光や巡礼に関する書物が数多く出版されている。このような純粋な「巡礼」から「巡礼の名のもとに行われる観光」への変化は日本に限らず、仏教文化圏、とくに大乗仏教の文化圏では一様に見られる時代的変化である。

## 遺跡化した寺
漢字文化圏のうち、とくに中国語圏では、俗語表現としてであるが、莫高窟のような石窟寺院やアンコール・ワットのような石造寺院、すなわち遺跡化した寺院にも、「古寺」という語を用いることがある。

## 地名
日本語地名としては以下のものがある。
- 奈良県北葛城郡広陵町古寺（こでら）
- 山形県西村山郡大江町大字貫見字古寺（こでら）、および、古寺鉱泉（こでら こうせん）
- 富山県富山市古寺（ふるでら）

近世の越中国上新川郡古寺村。村名は今は廃寺となったかつての古寺に由来すると推定される。
- 旧・越中国上新川郡古寺町（ふるてらまち）

現在の富山市蛯町・白銀町・常盤町。江戸時代から明治3年（1870-1871年）まで存在した町名。富山藩の成立前から寺町（てらまち）という町名があったと考えられる。廃仏毀釈の嵐吹き荒れる明治3年に、「寺」を冠する町名は不適切として「常盤町（ときわちょう）」に改称された。
- 新潟県新発田市古寺（ふるでら） ：近世の越後国北蒲原郡古寺村。明治時代の新潟県北蒲原郡内竹村古寺。
- 福島県喜多方市古寺（ふるでら）
- 埼玉県比企郡小川町の上古寺（かみふるてら）と下古寺（しもふるてら）

近世の武蔵国比企郡上古寺村および下古寺村。明治時代の埼玉県比企郡大河村上古寺および下古寺。

## 関連書籍
- 和辻哲郎『古寺巡礼』岩波書店 (岩波文庫) 、1979年3月16日。ISBN 4-00-331441-7